# Marie Gerbron
Marie Gerbron (ur. 23 grudnia 1986 roku w Harfleur) – francusko-brytyjska piłkarka ręczna.
Na początku swojej kariery Gerbron grała we francuskiej drużynie HAC Havre z którą w 2006 i 2007 roku zdobyła Puchar Francji. Latem 2009 roku przeniosła się do drugoligowej HB Octeville. Od sezonu 2012/2013 występuje w norweskiej drużynie Bravo HK.
Mimo francuskiego pochodzenia ma również obywatelstwo brytyjskie, gdzie występuje w reprezentacji Wielkiej Brytanii. W 2012 roku wzięła udział w Letnich Igrzyskach Olimpijskich 2012 w Londynie.